# Cal Bernoi (Clariana de Cardener)
Cal Bernoi o el Bernoi és una masia situada al municipi de Clariana de Cardener, a la comarca catalana del Solsonès.